# Ромб
Ромбът е равнинна (двуизмерна) геометрична фигура, която се дефинира като четириъгълник с четири равни страни. Алтернативна дефиниция е: успоредник с равни съседни страни.

## Свойства на ромба
- Четирите страни на ромба са равни.
- Две по две срещуположните страни са успоредни.
- Срещуположните ъгли в ромба са равни.
- Диагоналите на ромба се разполовяват от пресечната си точка.
- Диагоналите в ромба са взаимно перпендикулярни.
- Диагоналите на ромба разполовяват ъглите му.
- Диагоналите на ромба са негови оси на симетрия.
- Сборът от ъглите, прилежащи на всяка страна на ромба, е равен на 180 градуса.
- Сборът от всички ъгли на ромба е 360 градуса.

## Формули
Ако {\displaystyle a} е дължината на страната, {\displaystyle e,f} са дължините на диагоналите, а {\displaystyle \alpha ,\beta } ъглите в ромба ({\displaystyle \alpha +\beta =180\deg }), то в сила са следните формули:
- Лице: {\displaystyle S={\frac {e\cdot f}{2}}}, {\displaystyle S=a^{2}\cdot \sin \alpha =a^{2}\cdot \sin \beta }, {\displaystyle S=a.h}
- Периметър: {\displaystyle P\,=\,4\cdot a}
- Диагонали: {\displaystyle e\,=\,2\cdot a\cdot \cos {\frac {\alpha }{2}}=2\cdot a\cdot \sin {\frac {\beta }{2}}}, {\displaystyle f\,=\,2\cdot a\cdot \sin {\frac {\alpha }{2}}=2\cdot a\cdot \cos {\frac {\beta }{2}}}

{\displaystyle e^{2}+f^{2}=4a^{2}.}
- Радиус на вписаната окръжност: {\displaystyle r=\,{\frac {1}{2}}\cdot a\cdot \sin \alpha }.

## Етимология
В ръкописа си „Елементи“ Евклид използва термина „ромб“, но само на ниво дефиниция, без да изследва свойствата на геометричната фигура. Други древногръцки математици, които я употребяват, са Херон и Пап Александрийски.
Думата „ромб“ произхожда от гръцката дума ρóμβος, която има две значения, а оттам и две тълкувания за етимологията. Едното значение е „дайре“, фигурата е оприличена на вероятно използвано от древните гърци четириъгълно дайре. Другото значение е „въртящо се тяло“ – изхожда се от приликата на сечението на намотано вретено с геометричната фигура.